# Wrigley Field
Wrigley Field is het honkbalstadion van de Chicago Cubs uitkomend in de Major League Baseball.

## Geschiedenis
Het stadion opende zijn deuren op 23 april 1914 onder de naam Weeghman Park. Het was genoemd naar Charles Weeghman, eigenaar van de Chicago Whales. Zij speelden van 1914 tot en met 1915 in het nieuwe stadion. De Whales werden na het seizoen van 1915 opgeheven. De vindingrijke Weeghman ging op zoek naar mede investeerders, waaronder de kauwgomproducent William Wrigley Jr., om gezamenlijk de Chicago Cubs van Charles P. Taft te kopen voor ongeveer 500.000 dollar. Weeghman verplaatste de Cubs onmiddellijk van het in achterstallig onderhoud verkerende West Side Park naar zijn twee jaar oude stadion. Op 18 april 1916 speelden de Cubs hun eerste wedstrijd in het stadion tegen de Cincinnati Reds. In 1920 veranderde de naam van het stadion in Cubs Park en kauwgommagnaat William Wrigley Jr. van de Wrigley Company verwierf volledige controle over de Cubs in 1921. In 1926 werd de naam Wrigley Field aangenomen. Wrigley Field is op Fenway Park van de Boston Red Sox na het oudste stadion in de Major League Baseball. Fenway Park werd namelijk in 1912 in gebruik genomen. In 1947, 1962 en 1990 werd de jaarlijkse Major League Baseball All-Star Game in het stadion gespeeld.
Het stadion is diverse malen gerenoveerd en uitgebreid. Zo werd er uitgebreid in 1922, 1927 en 2006. Er vonden renovaties plaats in 1937 en 1988. Momenteel vinden er weer renovaties plaats, die zijn begonnen in 2014. De verwachting is dat deze in 2019 gereed zijn. Deze renovaties vinden plaats in de periodes wanneer er geen competitie is. In de MLB in dat van november tot en met maart.

## Feiten
- Geopend: 23 april 1914
- Ondergrond: Poa Pratensis (Merion Bluegrass) en Klaver
- Constructiekosten: 250 duizend US $
- Architect: Zachary Taylor Davis
- Bouwer: Blome Sinek Company
- Capaciteit: 41.649 (2017)
- Adres: Wrigley Field, 1060 West Addison Street, Chicago, IL 60613 (U.S.A.)

## Veldafmetingen honkbal
- Left Field: 355 feet (108,2 meter)
- Left Center: 368 feet (112,2 meter)
- Center Field: 400 feet (121,9 meter)
- Right Center: 368 feet (112,2 meter)
- Right Field: 353 feet (107,6 meter)

## Wrigley Field in films
- Een scène in The Blues Brothers (1980)
- Een scène in The Natural (1984)
- Ferris Bueller's Day Off (1986)
- Perfect Strangers (1986 - 1993)
- V.I Warshawski (1991)
- Een scène in A League of Their Own (1992)
- Rookie of the Year (1993)
- Een scène in The Break-Up (2006)
- Let’s Play Two (2017)